# Filles de Saint Joseph de Genoni
Les Filles de Saint Joseph de Genoni (en latin : Congregatio Sororum Filiarum a S. Ioseph) sont une congrégation religieuse féminine enseignante et hospitalière de droit pontifical.

## Histoire
En 1881, Vincenzo Berchialla, membre des oblats de la Vierge Marie, est nommé archevêque de Cagliari. Il invite Felice Prinetti (1842-1916), lui aussi oblat de la Vierge, à prendre la direction du grand séminaire de Cagliari. En 1888, les sœurs de Saint Joseph Benoît Cottolengo qui s'occupent du service dans le séminaire, doivent abandonner leur poste. 
Pour pallier leur absence, Prinetti fonde une nouvelle congrégation placée sous le vocable de saint Joseph, et en confie la direction à Eugenia Montixi (1845-1930). Pour permettre à l'institut de se développer de manière indépendante, Prinetti achète un grand domaine à Genoni où la maison-mère est transférée.
La congrégation est reconnue le 15 août 1894 par Paolo Maria Serci, archevêque de Cagliari ; puis le 24 octobre 1895 par Francesco Zunnui, archevêque d'Oristano. Elle devient un institut de droit pontifical le 4 mai 1947.
Le fondateur est reconnu vénérable le 19 avril 2004 par le pape Jean-Paul II.

## Activités et diffusion
Les sœurs œuvrent principalement au service dans les séminaires, les jardins d'enfants, les maisons de retraite et maisons de repos pour personnes âgées.
Les sœurs sont présentes en:
- Europe : Italie (notamment en Sardaigne).
- Amérique : Argentine, Brésil.
- Afrique : République Centrafricaine, République Démocratique du Congo, République du Congo, Gabon[4].
- Asie : Inde.

La maison-mère est à Oristano. 
En 2017, la congrégation comptait 333 sœurs dans 65 maisons.